# Spiridione di Pečers'k
Spiridione di Pečers'k (... – Monastero delle grotte di Kiev, XII secolo) è stato un monaco cristiano ucraino, vissuto al tempo dell'abate Pimen (1132-1141). È venerato come santo dalla Chiesa ortodossa russa che ne celebra la memoria il 31 ottobre e il 28 settembre.

## Biografia
La sua agiografia è contenuta nei Pateriki del Monastero delle Grotte di Kiev, redatti tra l'XI e il XIII secolo.
Descritto dai testi come "ignorante ma non stupido", Spiridon aveva come compito all'interno del Monastero delle grotte di Kiev quello di preparare l'impasto e la realizzazione delle Prososfora, il pane eucaristico della liturgia ortodossa. Nonostante fosse completamente analfabeta, i Pateriki raccontano che avesse imparato a memoria una grandissima quantità di Salmi che cantava nell'adempimento del proprio lavoro.

## Culto
Già in vita gli furono attribuiti diversi miracoli, tanto da renderlo oggetto di devozione dai cittadini di Kiev e dagli altri monaci. In particolare si narra che una volta gli fosse andata completamente a fuoco la tonaca che indossava. Spento l'incendio leggenda vuole che non solo non avesse sul corpo alcuna bruciatura ma che la tonaca stessa fosse rimasta perfettamente integra.